# Deep Purple (album)
Deep Purple is het derde studioalbum van de Britse hardrockband Deep Purple, nog in hun MK1-samenstelling. Het album is opgenomen in De Lane Lea Studios.

## Tracklist
1. Chasing shadows – 5:29 (Lord/Paice)
2. Blind – 5:20 (Lord)
3. Lalena – 5:00 (Leitch)
4. Medley – 5:32
  - Fault line (Lord/Blackmore/Paice/Simper)
  - The painter (Lord/Blackmore/Evans/Paice/Simper)
5. Why didn't Rosemary?  - 4:56 (Blackmore/Lord/Evans/Simper/Paice)
6. Bird has flown – 5:29 (Evans/Blackmore/Lord)
7. April - 12:10 (Blackmore/Lord)

## Bezetting
- Rod Evans: Zang
- Nick Simper: Basgitaar
- Ritchie Blackmore: Gitaar
- Jon Lord: keyboard, orgel
- Ian Paice: Drums, percussie

## Heruitgebracht op cd
In 2000 is een geremasterde versie uitgebracht. Deze versie heeft naast de bovenstaande tracks nog een aantal bonustracks:
1. The bird has flown – 2:54 (Lord/Evans/Blackmore) 
Alternatieve singleversie.
2. Emmaretta – 3:00 (Lord/Evans/Blackmore) 
eerder uitgebracht als single.
3. Emmaretta – 3:09 (Lord/Evans/Blackmore) 
liveopname uit januari 1969
4. Lalena – 3:33 (Leitch) 
liveopname uit juni 1969
5. The painter – 2:15 (Blackmore/Simper/Lord/Paice) 
liveopname uit juni 1969

Ian Paice · Roger Glover · Ian Gillan · Steve Morse · Don Airey

Jon Lord † · Ritchie Blackmore · Rod Evans · Nick Simper · David Coverdale · Glenn Hughes · Tommy Bolin † · Joe Lynn Turner · Joe Satriani